# Plectranthus zuluensis
Espèce
Plectranthus zuluensis est une espèce de plantes de la famille des Lamiacées originaire d'Afrique australe.